# 果園礦場 (伊利諾伊州)
果園礦場（英語：Orchard Mines）是位於美國伊利諾伊州皮奧里亞縣的一個非建制地區。該地的面積和人口皆未知。

## 地理
果園礦場的座標為40°35′21″N 89°40′40″W / 40.58917°N 89.67778°W，而該地的平均海拔高度為137米（即449英尺）。